# Лейтмотив
Лейтмоти́в (нем. Leitmotiv — «главный, ведущий мотив»), в музыке — характерная тема или музыкальный оборот, которые обрисовывают какого-либо персонажа оперы, балета, программной пьесы, его отдельные черты или определённую драматическую ситуацию и звучат при упоминании о них, при появлении персонажа или при повторении драматической ситуации в разных частях произведения. Совершенства во вплетении в канву музыкального произведения лейтмотивов и создании благодаря им беспрерывного драматургического развития достиг в своих, особенно поздних, музыкальных драмах Рихард Вагнер.

## Возникновение
Сам Рихард Вагнер никогда не использовал такого обозначения, как лейтмотив. Термин в 1871 году ввёл немецкий музыковед и вокальный педагог Фридрих Вильгельм Йенс в отношении опер Вебера. Широкое распространение он получил у Ганса фон Вольцогена, который применял его во всех работах, касающихся вагнеровского творчества.

## В литературе
Термин лейтмотив, заимствованный из музыки, применяется также в литературоведении и может обозначать преобладающее настроение, главную тему, основной идейный и эмоциональный тон литературно-художественного произведения, творчества писателя, литературного направления; конкретный образ или оборот художественной речи, настойчиво повторяемый в произведении в качестве постоянной характеристики героя, переживания или ситуации (например, лейтмотивом в «Вишнёвом саде» А. П. Чехова становится отдалённый звук лопнувшей струны), многократно упоминаемая отдельная деталь или слово, служащее ключевым для раскрытия писательского замысла («Шуми, шуми, послушное ветрило» — в стихотворении «Погасло дневное светило…», «я… мещанин» — в стихотворении «Моя родословная» А. С. Пушкина). В процессе повторения или варьирования лейтмотив вызывает определённые ассоциации, обретая особые идейные, символические и психологические глубины. В поэзии наряду с образными выделяются звуковые, ритмические и интонационные лейтмотивы. Здесь он обозначает как главенствующую тему произведения или творчества писателя в целом, так и совокупность групп тематических элементов или выразительных средств, постоянных, «канонических» для определённого жанра и стиля. Также под лейтмотивом иногда подразумевается комплекс тематических и выразительных средств, который постоянно повторяется на протяжении данного художественного целого — литературного произведения; в этом употреблении понятие лейтмотива приближается к своему первоначальному музыкальному значению.